# Resultados do Carnaval do Rio de Janeiro em 1959
Nesta página estão listados os resultados dos concursos de escolas de samba, frevos carnavalescos, ranchos carnavalescos e sociedades carnavalescas do carnaval do Rio de Janeiro do ano de 1959. Os desfiles foram realizados entre os dias 8 e 10 de fevereiro de 1959.
A Portela conquistou seu 14.º título de campeã do carnaval carioca, sendo o terceiro consecutivo. O enredo "Brasil, Panteon de Glórias" foi desenvolvido por Djalma Vogue, que conquistou seu terceiro título como carnavalesco da escola. Acadêmicos do Salgueiro ficou com o vice-campeonato por um ponto e meio de diferença para a campeã. Últimas colocadas, Caprichosos de Pilares, Cartolinhas de Caxias, União do Centenário, Tupy de Brás de Pina, Unidos do Cabuçu, Paraíso do Tuiuti, Unidos da Tijuca e Unidos do Salgueiro foram rebaixadas para a segunda divisão.
Em seu primeiro desfile no carnaval, a Unidos de Padre Miguel venceu o Campeonato, sendo promovida à primeira divisão junto com a vice-campeã, Aprendizes da Boca do Mato. As últimas colocadas foram rebaixadas para a terceira divisão, que foi criada no ano seguinte.
Misto Toureiros ganhou a disputa dos frevos. Decididos de Quintino foi o campeão dos ranchos. Clube dos Fenianos conquistou o título das grandes sociedades. Pela primeira vez, foi realizado um desfile com todos os campeões do carnaval. Portela, Salgueiro, Unidos de Padre Miguel e os campeões dos frevos, ranchos e sociedades desfilaram no domingo de páscoa.

## Escolas de samba

### Supercampeonato
O desfile da primeira divisão, chamado de Supercampeonato, foi organizado pela Associação das Escolas de Samba do Brasil (AESB) e realizado a partir da noite do domingo, dia 8 de fevereiro de 1959, na Avenida Rio Branco, no trecho entre a Rua Santa Luzia e o Avenida Almirante Barroso. Marcado para começar às 19 horas e 30 minutos, teve início somente às 23 horas do domingo, com término às 12 horas e 30 minutos do dia seguinte.
| Ordem dos desfiles |
| 1. Acadêmicos do Salgueiro 2. Unidos da Tijuca 3. Estação Primeira de Mangueira 4. Paraíso do Tuiuti 5. Unidos da Capela 6. Unidos do Cabuçu 7. União de Jacarepaguá 8. Império Serrano 9. Portela 10. Unidos do Salgueiro 11. Caprichosos de Pilares 12. União do Centenário 13. Beija-Flor 14. Unidos de Bangu 15. Cartolinhas de Caxias 16. Mocidade Independente de Padre Miguel 17. Aprendizes de Lucas 18. Tupy de Brás de Pina |

#### Quesitos e julgadores
Nove quesitos foram avaliados.
| Quesito | Quesito               | Julgador          |
| ------- | --------------------- | ----------------- |
|         | Bateria               | Lúcio Rangel      |
|         | Letra do Samba-Enredo | Eneida de Moraes  |
|         | Fantasias             | Belá Paes Leme    |
|         | Enredo                | Edson Carneiro    |
|         | Mestre-Sala           | Brasil Easton     |
|         | Porta-Bandeira        | Brasil Easton     |
|         | Riqueza               | Fernando Pamplona |
|         | Escultura             | Fernando Pamplona |
|         | Iluminação            | Fernando Pamplona |

#### Classificação
A apuração do resultado foi realizada na quinta-feira, dia 12 de fevereiro de 1959, na sede do Departamento de Turismo e Certames do Rio de Janeiro. Portela foi a campeã, conquistando seu 14.º título na elite do carnaval, sendo o terceiro consecutivo (a escola também foi campeã nos dois anos anteriores). A Portela apresentou o enredo "Brasil, Panteon de Glórias", desenvolvido por Djalma Vogue, que conquistou seu terceiro título como carnavalesco da agremiação. Acadêmicos do Salgueiro foi vice-campeão com um desfile sobre a Missão Artística Francesa no Brasil. A ata de julgamento e apuração, sem especificar o motivo, registra que foram rebaixadas para a segunda divisão as últimas colocadas, com exceção da União de Jacarepaguá.
| Legenda: Desfile dos Campeões Rebaixadas à segunda divisão * Sem informação disponível |

| Col. | Escola                                | Enredo                                               | Carnavalesco(a)            | Pontos |
| ---- | ------------------------------------- | ---------------------------------------------------- | -------------------------- | ------ |
| 1    | Portela                               | Brasil, Panteon de Glórias                           | Djalma Vogue               | 102,5  |
| 2    | Acadêmicos do Salgueiro               | Viagem Pitoresca Através do Brasil - Debret          | Marie Louise e Dirceu Néri | 101    |
| 3    | Império Serrano                       | Brasil Holandês, Homenagem a João Maurício de Nassau | Direção de carnaval        | 96,5   |
| 4    | Estação Primeira de Mangueira         | O Brasil Através dos Tempos                          | Armando Silva              | 94,5   |
| 5    | Mocidade Independente de Padre Miguel | Os Vultos que Ficaram na História                    | Ari de Lima                | 93     |
| 6    | Unidos da Capela                      | Petróleo do Brasil                                   | *                          | 91,5   |
| 7    | Aprendizes de Lucas                   | Homenagem ao Corpo de Bombeiros                      | *                          | 87,5   |
| 8    | Unidos de Bangu                       | O Último Baile da Corte Imperial                     | Maza                       | 82,5   |
| 9    | Beija-Flor                            | Copa do Mundo                                        | Augusto de Almeida         | 82     |
| 10   | Caprichosos de Pilares                | Laços de Fita                                        | *                          | 77,5   |
| 11   | Cartolinhas de Caxias                 | Sonhos de Um Pescador                                | *                          | 76,5   |
| 11   | União de Jacarepaguá                  | Primeira Estrofe do Hino Nacional                    | *                          | 76,5   |
| 12   | União do Centenário                   | Brasil nas Letras e Artes                            | *                          | 76     |
| 13   | Tupy de Brás de Pina                  | Memórias de Um Preto Velho                           | *                          | 74,5   |
| 14   | Unidos do Cabuçu                      | Coroação de D. Pedro I                               | *                          | 72,5   |
| 15   | Paraíso do Tuiuti                     | Batalha do Tuiuti                                    | Júlio Mattos               | 71,5   |
| 16   | Unidos da Tijuca                      | Heróis e Heroínas                                    | *                          | 69     |
| 17   | Unidos do Salgueiro                   | Exaltação aos Heróis de Monte Castelo                | *                          | 62,5   |

### Campeonato
O desfile da segunda divisão, chamado de Campeonato, foi organizado pela AESB e realizado no domingo, dia 8 de fevereiro de 1959, na Praça Onze.
| Ordem dos desfiles |
| 1. Unidos de Vila Isabel 2. Unidos de São Carlos 3. Filhos do Deserto (Não desfilou) 4. Aprendizes da Gávea 5. Além do Horizonte 6. Independentes do Leblon (Não desfilou) 7. Unidos do Morro Azul 8. Unidos do Jacaré 9. União do Catete 10. Flor do Lins 11. Unidos da Favela 12. Aprendizes da Boca do Mato 13. Império da Tijuca 14. Universitária de Rocha Miranda 15. Capricho do Centenário 16. Unidos de Nilópolis 17. Unidos de Padre Miguel 18. Independentes de Mesquita 19. Acadêmicos do Engenho da Rainha 20. Unidos do Coqueiro 21. Império do Marangá 22. Aprendizes da Penha Circular 23. Império de Campo Grande 24. Unidos da Piedade 25. Unidos da Ponte 26. Unidos da Vila São Luís 27. Unidos de Bento Ribeiro 28. União de Vaz Lobo 29. Unidos da Congonha |

#### Julgadores
A comissão julgadora foi formada por: Circe Amado; Elsie Lessa; Ferreira Goulart; Kalma Murtinho; e Reginaldo de Carvalho.

#### Classificação
Em seu primeiro desfile no carnaval, a Unidos de Padre Miguel venceu o Campeonato, sendo promovida à primeira divisão. Vice-campeã, a Aprendizes da Boca do Mato também foi promovida à disputar o Supercampeonato do ano seguinte. As últimas colocadas foram rebaixadas para a terceira divisão, que foi criada no ano seguinte.
| Legenda: Promovidas à primeira divisão Rebaixadas à terceira divisão * Sem informação disponível |

| Col.                                                       | Escola                          | Enredo                             | Carnavalesco(a)                                  | Pontos |
| ---------------------------------------------------------- | ------------------------------- | ---------------------------------- | ------------------------------------------------ | ------ |
| 1                                                          | Unidos de Padre Miguel          | Lampião                            | Valter Monteiro                                  | 86     |
| 2                                                          | Aprendizes da Boca do Mato      | Machado de Assis                   | *                                                | 82     |
| 3                                                          | Império da Tijuca               | Homenagem aos Bombeiros            | Henrique Cândido, Ulisses Burlamaque e Pequenino | 81     |
| 4                                                          | Unidos de Bento Ribeiro         | *                                  | *                                                | 78     |
| 5                                                          | Unidos do Morro Azul            | *                                  | *                                                | 77     |
| 6                                                          | Unidos da Piedade               | *                                  | *                                                | 76,5   |
| 7                                                          | Império do Marangá              | Três Páginas da História do Brasil | *                                                | 73     |
| 8                                                          | Unidos do Coqueiro              | *                                  | *                                                | 72     |
| 9                                                          | Unidos de Nilópolis             | *                                  | *                                                | 70     |
| 10                                                         | Unidos do Jacaré                | *                                  | *                                                | 69     |
| 11                                                         | Unidos de São Carlos            | Marechal Rondon                    | José Coelho                                      | 66     |
| 11                                                         | Flor do Lins                    | *                                  | *                                                | 66     |
| 11                                                         | Unidos da Ponte                 | Revista Brasileira                 | Carmelita Brasil                                 | 66     |
| 11                                                         | Unidos da Vila São Luís         | *                                  | *                                                | 66     |
| 12                                                         | União de Vaz Lobo               | *                                  | *                                                | 65     |
| 12                                                         | Unidos de Vila Isabel           | Homenagem à Saldanha da Gama       | Gabriel do Nascimento                            | 65     |
| 13                                                         | União do Catete                 | *                                  | *                                                | 63     |
| 14                                                         | Aprendizes da Penha Circular    | *                                  | *                                                | 62     |
| 15                                                         | Aprendizes da Gávea             | *                                  | *                                                | 60     |
| 15                                                         | Império de Campo Grande         | *                                  | *                                                | 60     |
| 15                                                         | Independentes de Mesquita       | *                                  | *                                                | 60     |
| 16                                                         | Capricho do Centenário          | *                                  | *                                                | 57     |
| 17                                                         | Acadêmicos do Engenho da Rainha | *                                  | *                                                | 56     |
| 18                                                         | Universitária de Rocha Miranda  | *                                  | *                                                | 55     |
| 19                                                         | Além do horizonte               | *                                  | *                                                | 54     |
| 20                                                         | Unidos da Congonha              | *                                  | *                                                | 47     |
| 21                                                         | Unidos da favela                | *                                  | *                                                | 44     |
| Filhos do Deserto e Independentes do Leblon não desfilaram |                                 |                                    |                                                  |        |

## Frevos carnavalescos
O desfile dos frevos foi realizado a partir das 17 horas e 40 minutos do domingo, dia 8 de fevereiro de 1959, na Avenida Rio Branco.
| Ordem dos desfiles                                                                |
| 1. Pás Douradas 2. Misto Toureiros 3. Lenhadores 4. Batutas da Cidade Maravilhosa |

### Julgadores
A comissão julgadora foi formada por Mateus Fernandes (professor); Cláudio da Mota Cabral (escritor); César Teixeira (coreógrafo); e Caldas Moreira (tenente-músico).

### Classificação
Lenhadores foi o clube campeão.
| Legenda: Desfile dos Campeões |

| Col. | Frevo                         | Enredo                          |
| ---- | ----------------------------- | ------------------------------- |
| 1    | Misto Toureiros               | Frevo em Brasília               |
| 2    | Lenhadores                    | Frevo na Lua                    |
| 3    | Pás Douradas                  | Carnaval no Passado e no Futuro |
| 4    | Batutas da Cidade Maravilhosa | O Império do Frevo              |

## Ranchos carnavalescos
O desfile dos ranchos teve início às 21 horas e 15 minutos da segunda-feira, dia 9 de fevereiro de 1959, e término às cinco horas da manhã do dia seguinte.
| Ordem dos desfiles |
| 1. Índios do Leme 2. Unidos do Cunha 3. Unidos do Morro do Pinto 4. Resedá 5. União dos Caçadores 6. Inocentes do Catumbi 7. Aliados de Quintino 8. Tomara que Chova 9. Decididos de Quintino 10. Aliança de Quintino 11. Azulões da Torre |

### Julgadores
A comissão julgadora foi formada por Aluísio de Alencar Pinto (musicólogo); Ana Letícia (artista plástica); Edi Vasconcelos (coreógrafa); Tiago de Melo (escritor); e Dirceu Néri (figurinista).

### Classificação
Decididos de Quintino foi campeão.
| Col. | Rancho                   | Enredo                            |
| ---- | ------------------------ | --------------------------------- |
| 1    | Decididos de Quintino    | Glória dos Campeões do Mundo      |
| 2    | União dos Caçadores      | Epopéia Carnavalesca              |
| 3    | Unidos do Morro do Pinto | A História do Café no Brasil      |
| 4    | Aliados de Quintino      | Cidade Maravilhosa                |
| 5    | Unidos do Cunha          | Copa do Mundo                     |
| 6    | Resedá                   | Alguns Fatos Históricos do Brasil |
| 7    | Aliança de Quintino      | Cidade Maravilhosa                |
| 8    | Azulões da Torre         | Brasil, Império da Natureza       |
| 9    | Tomara que Chova         | Drama no Inferno Verde            |
| 10   | Índios do Leme           | Brasil, Gigante que Dorme!        |
| 11   | Inocentes do Catumbi     | Campeões Mundiais de Futebol      |

## Sociedades carnavalescas
O desfile das grandes sociedades foi realizado na noite da terça-feira de carnaval, dia 10 de fevereiro de 1959, na Avenida Rio Branco.
| Ordem dos desfiles |
| 1. Clube dos Cariocas 2. Pierrôs da Caverna 3. Tenentes do Diabo 4. Clube dos Democráticos 5. Clube dos Fenianos 6. Clube dos Embaixadores 7. Embaixada do Sossego 8. Turunas de Monte Alegre |

### Classificação
Fenianos venceu a disputa.
| Legenda: Desfile dos Campeões |

| Col. | Sociedade               |
| ---- | ----------------------- |
| 1    | Clube dos Fenianos      |
| 2    | Tenentes do Diabo       |
| 3    | Clube dos Embaixadores  |
| 4    | Turunas de Monte Alegre |
| 5    | Clube dos Democráticos  |
| 6    | Pierrôs da Caverna      |
| 7    | Embaixada do Sossego    |
| 8    | Clube dos Cariocas      |

## Desfile dos Campeões
Pela primeira vez, a Prefeitura realizou um desfile com todos os campeões do carnaval. O desfile foi realizado a partir das 20 horas e 30 minutos do domingo de páscoa, dia 29 de março de 1959, na Avenida Rio Branco. Além das escolas de samba, frevo, ranchos e sociedades campeãs, também participou do desfile a escola Alunos do Samba, campeã do carnaval de Nova Friburgo.
| Ordem dos desfiles |
| 1. Clube dos Fenianos 2. Alunos do Samba 3. Misto Toureiros 4. Portela 5. Acadêmicos do Salgueiro 6. União dos Caçadores 7. Unidos de Padre Miguel |